# Metica
Metica var en webbtidning om musik. Tidningen publicerade i huvudsak artiklar om musik som synth, hårdrock, pop och rock. 
Metica grundades den första mars 2002 under namnet X3M!ST men bytte namn till Metica ett år senare.